# 埼玉県道32号鴻巣羽生線

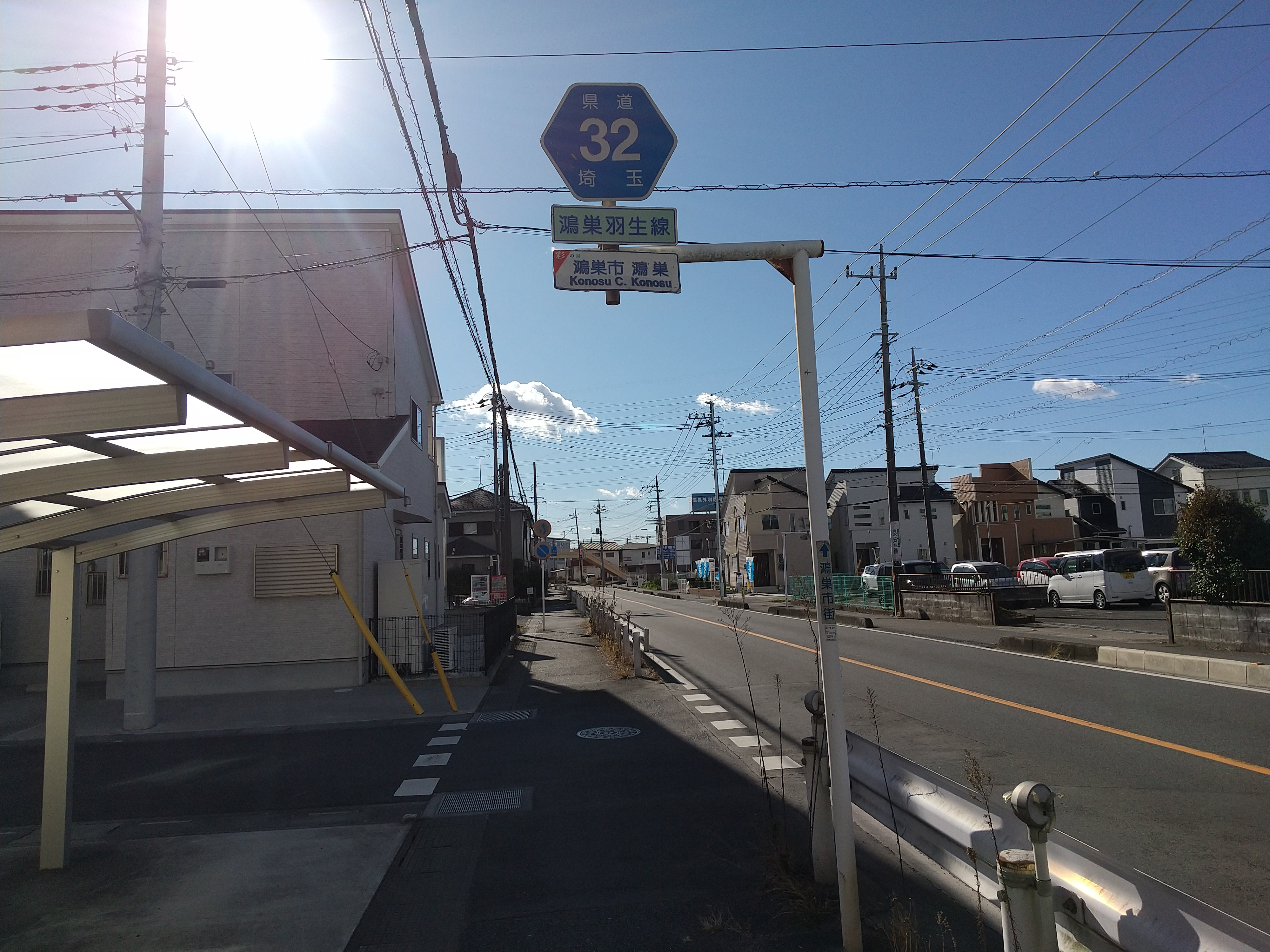
鴻巣市鴻巣付近（2020年12月）

埼玉県道32号鴻巣羽生線（さいたまけんどう32ごう こうのすはにゅうせん）は、埼玉県鴻巣市から羽生市に至る県道である。通称は羽生県道。

## 概要
埼玉県鴻巣市、行田市、羽生市を通る。
鴻巣市安養寺交差点から鴻巣市屈巣交差点までは埼玉県道77号行田蓮田線と、鴻巣市広田交差点から鴻巣市北根地区までは埼玉県道148号騎西鴻巣線や埼玉県道313号北根菖蒲線と、羽生市小松交差点から羽生市砂山交差点までは国道125号行田バイパスと重複する。
また、鴻巣市から羽生市へ向かう際、起点の鴻巣市宮地交差点から鴻巣市鴻巣交差点までは住宅地が多いが、鴻巣市鴻巣交差点を過ぎると田園風景が広がる。
車線数は起点の鴻巣市宮地交差点から羽生市小松交差点までは2車線、羽生市小松交差点から終点の羽生市小松台交差点までは4車線となっており、それ以東はそのまま埼玉県道84号羽生栗橋線へと続いて、羽生ICへ向かえるようになっている。なお、整理番号は1993年まで26だった。
かつて鴻巣市安養寺地区は、幅員の狭く歩道が無い上にカーブの見通しが悪い箇所が多い中、路線バスや大型車が通行していたため歩行者や自転車の交通に支障が及んでいた。しかし、2009年頃にこの区間を迂回し、歩道および車道の広い2車線のバイパスが開通したため、元荒川 - 屈巣地区間をスムーズに通行できるようになった経緯がある（上記の旧道を通っていた路線バスは現在、こちらの新道側へと通行路が移動されている）。

## 起点・終点
- 起点：埼玉県鴻巣市 宮地交差点
- 終点：埼玉県羽生市 小松台交差点

## 地理

### 通過する自治体
- 鴻巣市
- 行田市
- 羽生市

### 交差・接続する道路
| 交差する道路                      | 交差する道路              | 交差点名 | 所在地 |
| --------------------------------- | ------------------------- | -------- | ------ |
| 国道17号                          | 国道17号                  | 宮地     | 鴻巣市 |
|                                   | （免許センター通り）      | 鴻巣     | 鴻巣市 |
|                                   | 埼玉県道77号行田蓮田線    |          | 鴻巣市 |
| 埼玉県道77号行田蓮田線            |                           | 屈巣     | 鴻巣市 |
| 埼玉県道148号騎西鴻巣線           | 埼玉県道313号北根菖蒲線   | 広田     | 鴻巣市 |
|                                   | 埼玉県道148号騎西鴻巣線   |          | 鴻巣市 |
| 埼玉県道128号熊谷羽生線           | 埼玉県道128号熊谷羽生線   | 真名板   | 行田市 |
| 国道125号（行田バイパス）         | 国道125号（行田バイパス） | 小松     | 羽生市 |
| 本線                              | 国道125号（行田バイパス） | 砂山     | 羽生市 |
| 国道122号                         | 国道122号                 | 小松台   | 羽生市 |
| 埼玉県道84号羽生栗橋線 羽生IC方面 |                           |          |        |

### 通過する鉄道と河川
- 元荒川（安養寺橋）
- 上越新幹線
- 野通川（三段地野橋）
- 見沼代用水（新落合橋）
- 会の川（花見橋）

## 沿線の主な施設
- 鴻巣市立鴻巣北中学校
- 鴻巣市立屈巣小学校
- ヘリオス会病院
- 鴻巣市立広田小学校
- 鴻巣市役所川里支所（旧・川里町役場）
- 行田市立太田東小学校
- 羽生市立新郷第二小学校
- 羽生モータースクール
- 小松台工業団地

## ギャラリー

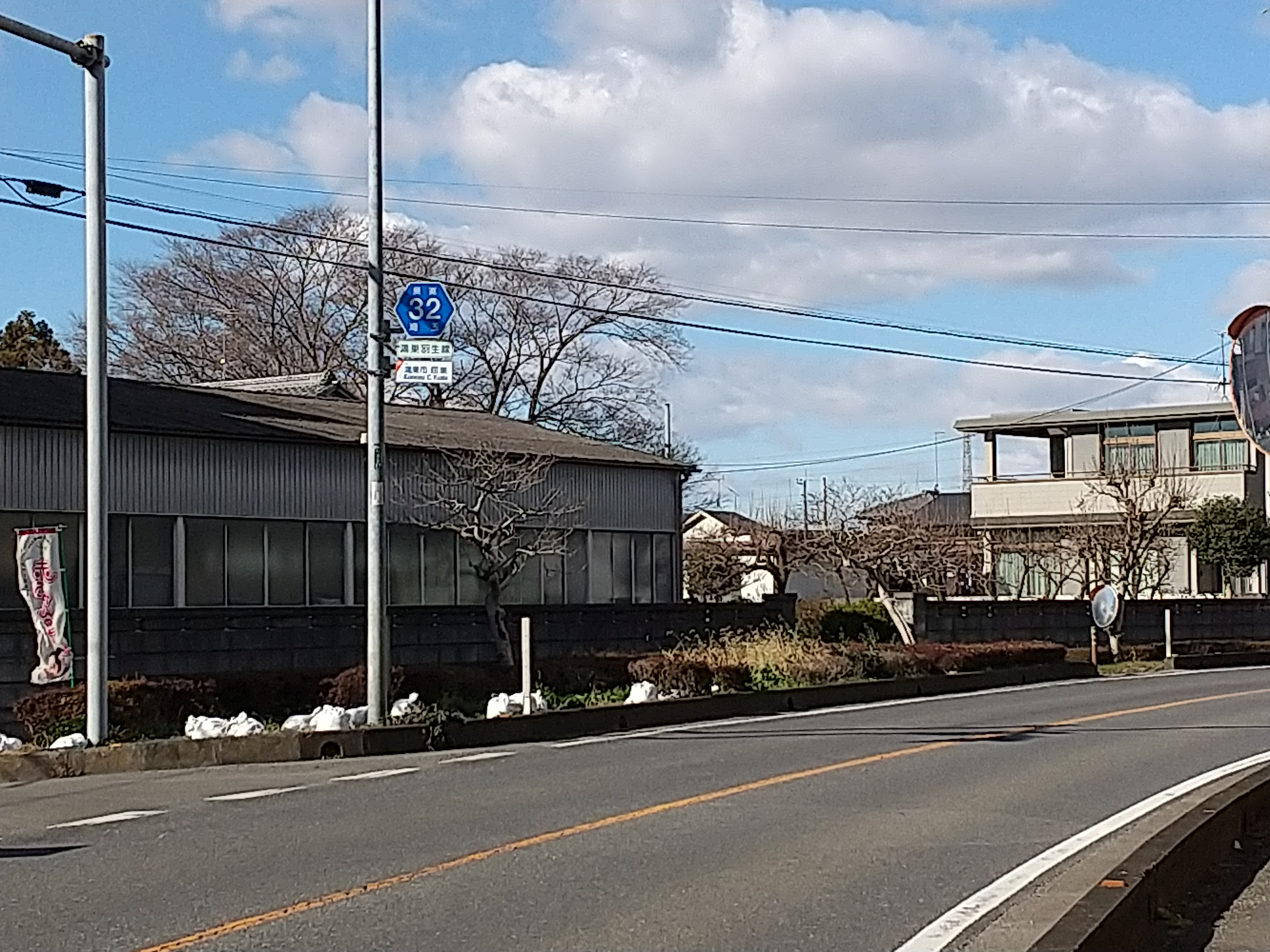
鴻巣市屈巣付近（2020年12月）
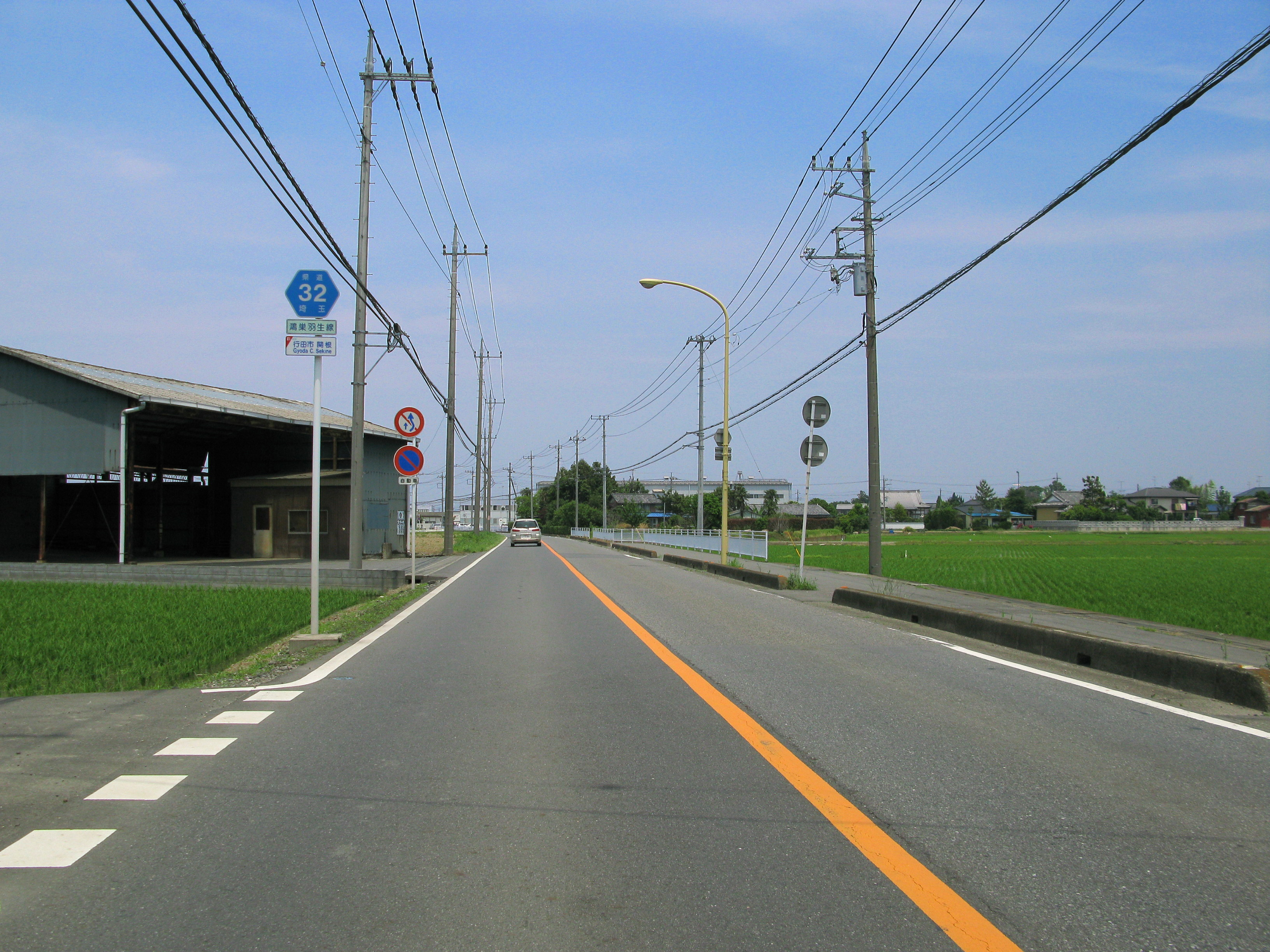
行田市関根付近（2012年5月）